# Осада Данцига (1807)
Осада Данцига (фр. Siège de Dantzig) — осада французскими войсками города и крепости Данциг во время Войны четвёртой коалиции, продолжавшаяся с 19 марта по 24 мая 1807 года. 

## Значение Данцига
Данциг занимал важное стратегическое положение. Это был укреплённый порт в устье реки Висла, в котором проживало порядка 60 тысяч жителей. Если бы французы наступали на восток, то этот прусский город оказался бы в тылу их левого фланга, и там могли бы спокойно высадиться войска для действий против французов. Атаковать Данциг было можно только с запада, так как с севера он был прикрыт Вислой, а с юга и востока — болотами. Помимо стратегического положения, для Великой армии он был также интересен своими запасами ценных припасов (пороха, зерна и т. д.), необходимых для дальнейшей кампании на востоке. В своём письме Лефевру от 18 февраля 1807 года Наполеон написал: «Ваша слава связана со взятием Данцига. Вы должны отправиться туда».

## Силы сторон
Задача взятия города была возложена в середине февраля на маршала Лефевра и его 10-й корпус. В помощь им был придан генерал Шасслу-Лоба, командовавший сапёрами, и Бастон де Ларибуазьер, командовавший артиллерией, которые были лучшими специалистами французской армии в соответствующих областях. Начальником штаба был генерал Друо. 10-й корпус состоял из двух польских дивизий под командованием генерала Домбровского, саксонского корпуса, воинского контингента из Бадена, двух итальянских дивизий, и около 10 тысяч человек французских войск — всего порядка 27 тысяч человек и 3 тысяч лошадей.
Гарнизон Данцига составляли прусские и русские войска в количестве 11 тысяч человек и 300 орудий под командованием фон Калькройта. Наполеон охарактеризовал их как «каналий».

## Блокада
20 марта, выполняя приказ Наполеона о блокаде Данцига, французский генерал Шрамм вывел 2000 солдат на северный берег Вислы за форт Вайхсельмюнде, заняв позиции прямо к северу от города. 2 апреля земля оттаяла достаточно для того, чтобы можно было начать земляные осадные работы. 8 апреля была начата вторая траншея, завершённая 15 апреля, а к 25 апреля была завершена третья траншея. После того, как 11 апреля Вандам взял крепость Швайдниц в Силезии, оттуда к Данцигу были отправлены большие осадные орудия, прибывшие 21 апреля.

## Попытки деблокирования города
23 марта французская артиллерия начала обстрел города. Между 10 и 15 мая русское командование предприняло попытку доставить в город подкрепления в количестве 8 тысяч человек под командованием генерала Каменского. Подкрепления шли на 57 транспортных судах под защитой английского шлюпа «Falcon» и шведского линейного корабля. Из-за опоздания шведского корабля, на борту которого было 1200 солдат, Каменский задержался, что дало Лефевру время для укрепления своих позиций. Русская попытка прорыва к городу была отбита; британские источники утверждали, что русские войска потеряли 1600 солдат и 46 офицеров, французы довели величину русских потерь до 3000 человек. Попытка британского 18-пушечного корвета «Dauntless» доставить по реке 150 баррелей пороха также провалилась: корабль сел на мель и был взят на абордаж французскими гренадерами.

## Продолжение осады
После срыва попыток деблокирования города французы продолжили осадные работы. 21 мая прибыл корпус Мортье, что сделало возможным штурм Гагельсберга. Ввиду невозможности дальнейшего удержания города, фон Калькройт предложил Лефевру переговоры, потребовав те же условия капитуляции, что пруссаки предоставили французам после осады Майнца в 1793 году. В связи с тем, что Наполеон заранее был на это согласен, условия были приняты, и гарнизону было позволено покинуть город со всеми военными почестями — с развевающимися знамёнами и под барабанный бой. Условия были мягкими, так как Наполеон стремился завершить осаду до наступления лета, чтобы к началу летней кампании устранить угрозу своему тылу и перебросить войска на другие участки.

## Сдача Данцига и её последствия
Данциг сдался 24 мая 1807 года. Наполеон приказал осадить близлежащий форт Вайхсельмюнде, но генерал Каменский бежал со своими войсками, и гарнизон предпочёл капитулировать. Чтобы отметить заслуги Лефевра, Наполеон присвоил ему титул «герцог Данцигский». 9 сентября 1807 года Наполеон образовал из города Данцига и окрестных прусских территорий Вольный город Данциг.